# Espace Group
 (février 2016).
Si vous disposez d'ouvrages ou d'articles de référence ou si vous connaissez des sites web de qualité traitant du thème abordé ici, merci de compléter l'article en donnant les références utiles à sa vérifiabilité et en les liant à la section « Notes et références ».
Espace Group est un groupe audiovisuel français qui s'est développé autour de la radio, créé en 1987. Il est basé à Lyon et diffusait anciennement la radio suisse Couleur 3 sur les ondes françaises, les programmes suisses étant parfois interrompus par des publicités locales. Il est possédé à 66 % par son fondateur, Christophe Mahé (sans lien avec le chanteur homonyme), et à 34 % par le Crédit mutuel.

## Historique
Le groupe a été connu en 2018 au moment du lancement de M radio. La première radio spécialisée dans la chanson française.

## Activités

### Pôle radio

#### Radio nationales
| Radio        | Format                     | Catégorie        | Date de création   |
| ------------ | -------------------------- | ---------------- | ------------------ |
| M Radio      | Musicale, format frenchies | Catégorie C et D | 1er septembre 1981 |
| Jazz Radio   | Musicale, format jazz      | Catégorie C et D | 10 janvier 1996    |
| Virgin Radio | Musicale, Pop Rock         | Catégorie C et D | 15 avril 2024      |

#### Radios locales
- Alpes 1 (Grenoble, Gap) : depuis 1999
- Générations (Paris) : depuis 1992[2]
- Générations101.5 (Lyon) : depuis 2016 (anciennement Sun 101.5)
- Là la Radio programme La Radio Plus (Gap)[3]
- La Radio Plus (Annecy) : depuis 2005[4] ;
- ODS Radio (Annecy) : depuis les années 1980
- Radio Espace (Lyon) : depuis les années 1990
- Virage Radio : de 2009 à 2024 ; Couleur 3 : de 1993 à 2009 ; devenue nationale (Virgin Radio) : depuis 2024
- RVA (Clermont-Ferrand) : depuis le milieu des années 80
- Nice Radio (Nice) : depuis 2020 (rachat)
- Durance FM (Digne-les-Bains) : de 2016 à 2023

#### Webradios
- Zim Radio depuis 2015
- Radio Montmartre depuis 2021

### Pôle internet
- LyonMag, site internet d'informations
- MLyon, site internet d'informations
- MAnnecy, site internet d'informations
- MGrenoble, site internet d'informations

### Pôle télévision
Au début de janvier 2012, Espace Group a déposé un dossier de candidature pour obtenir une fréquence sur la TNT.